# 奥卡万戈河
奥卡万戈河（英語：Okavango River，又譯奧卡萬戈河或歐卡萬哥河），上游河段又名库邦戈河（Cubango River），是南部非洲的一条内陆河，也是非洲南部第四长河。它发源于安哥拉中部的比耶高原，沿着安哥拉和纳米比亚的国界，由西北向东南流入博茨瓦纳，形成面积达16,835km2的奥卡万戈三角洲。南部有支流汇入恩加米湖，再通过季节性的博泰蒂河（Botletli River）继续东流，最后消失在马卡迪卡迪盐沼。河流的一部分沿奧卡萬戈三角洲的東北支流馬格韋加納河經由卡拉哈里河進入贊比西河。

## 水文

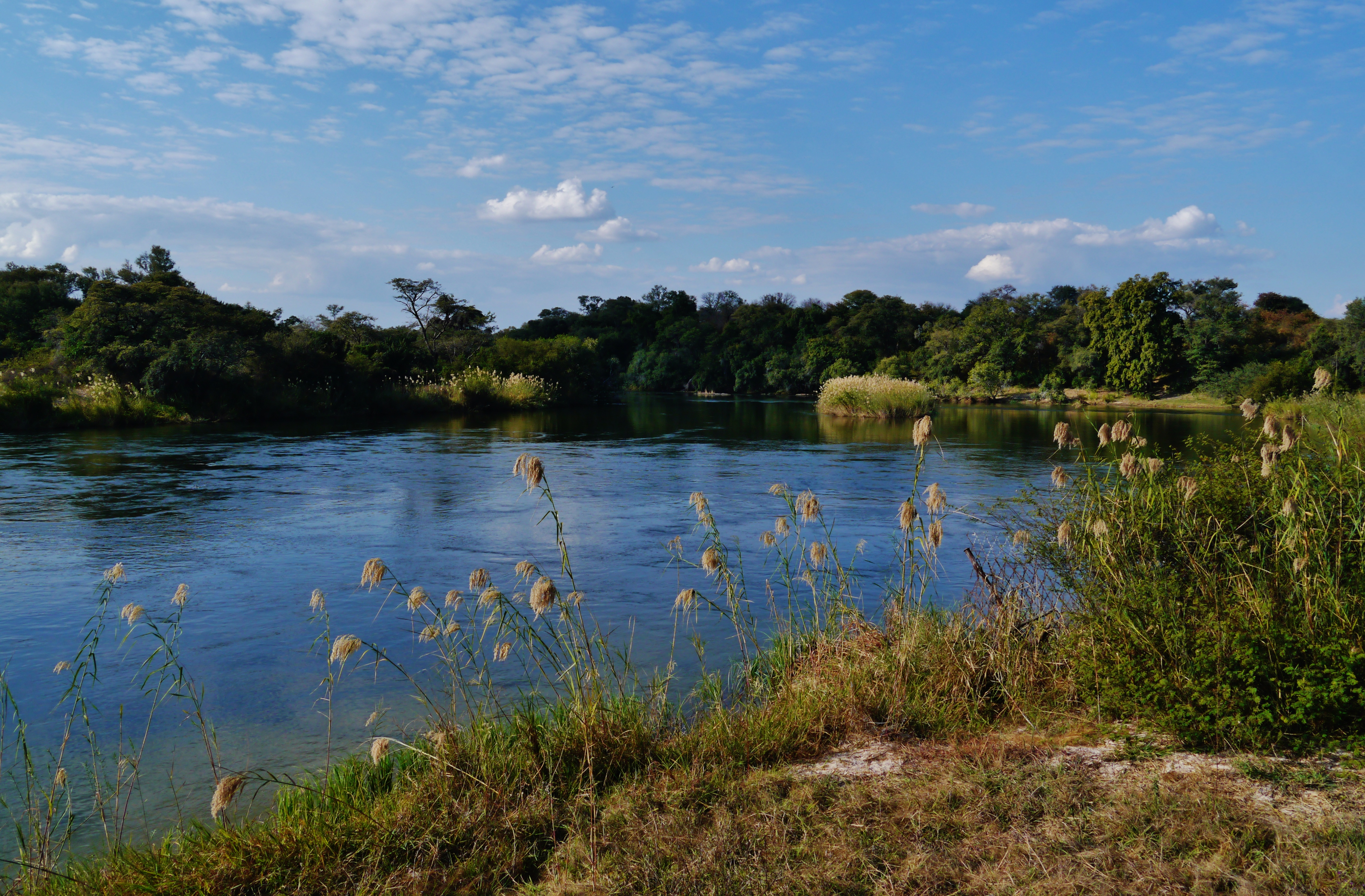
奧卡萬戈河風光

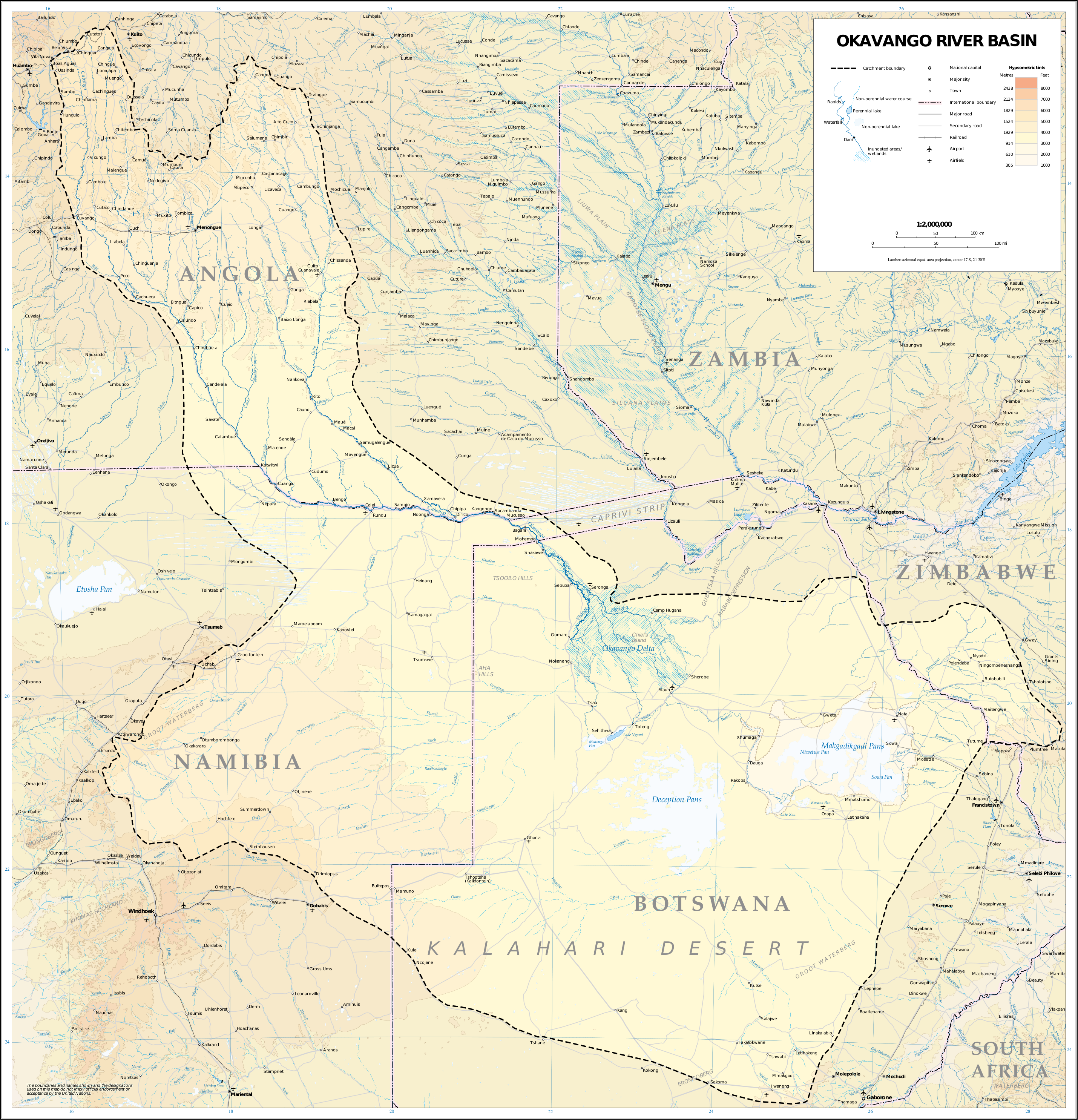
奧卡萬戈河流域圖

每個雨季，安哥拉的降雨量都是博茨瓦納的三倍，將草原大火產生的有機物隨著水流進入河中，這條河每年向奥卡万戈三角洲輸送28,000噸懸浮沉積物，將大片沙漠變成了富饒的濕地。1月份安哥拉夏季降雨要花整整一個月的時間才能流過奧卡萬戈河的前1,000公里，在它進入博茨瓦納之前，河流在一系列被稱為波帕瀑布的急流中下降了4米，然後又需要四個月的時間才能穿過三角洲最後250公里的植物和眾多渠道。洪水在6月至8月之間的某個時候達到最大，三角洲隨後膨脹到其永久面積的三倍，吸引了周圍的動物，並成為非洲野生動物最集中的地方之一，流入博泰蒂河的水流注入马卡迪卡迪盐沼，每年夏天都有成千上萬的火烈鳥聚集在這裡。在大洪水年的最寬處，季節性沼澤地東西向長達150公里；導致三角洲不斷變化的性質的因素之一是該地區的平坦度，該地區橫截面高度變化小於2米，這意味著輕微的沙粒沉積會導致重大變化。

## 水衝突

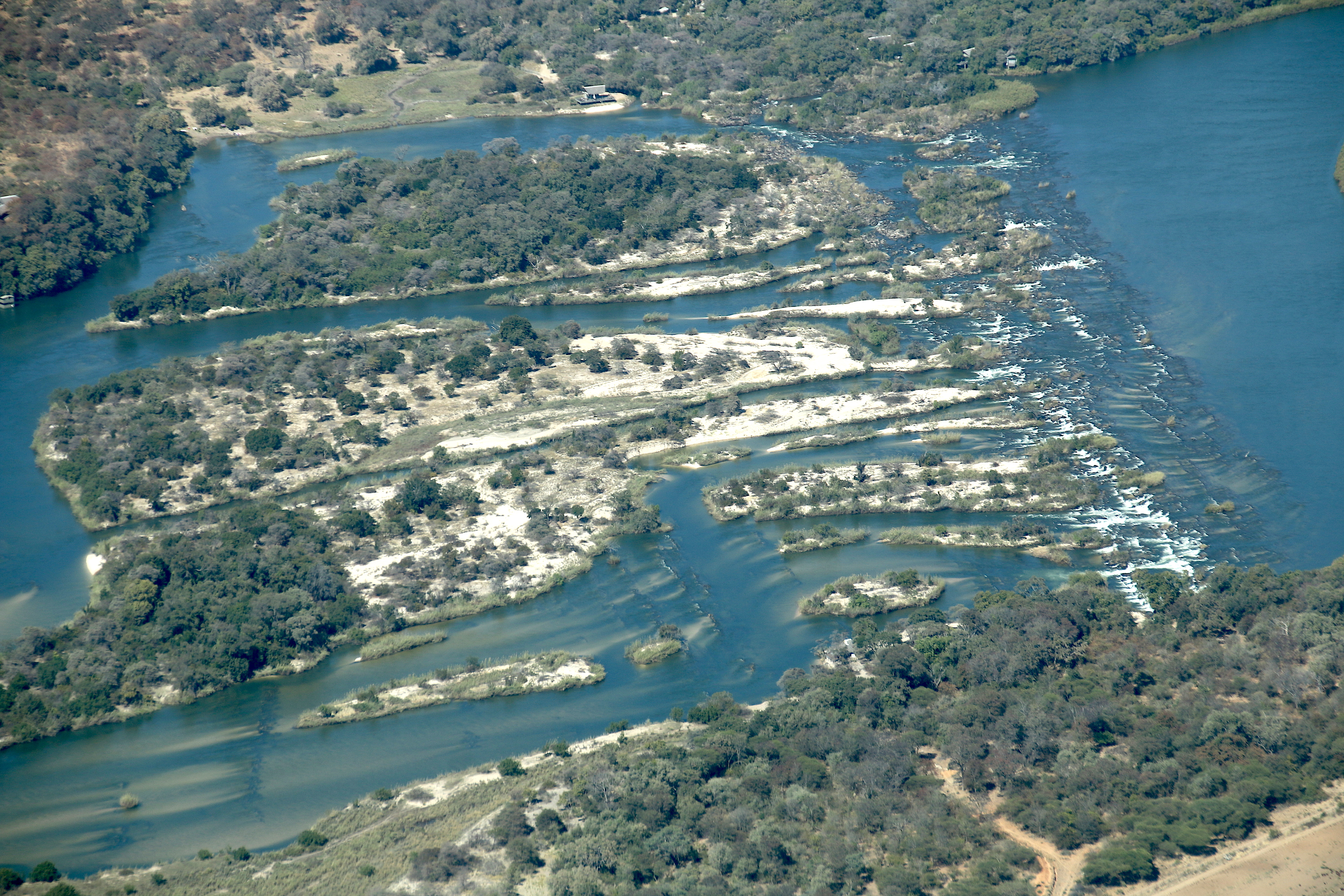
波帕瀑布

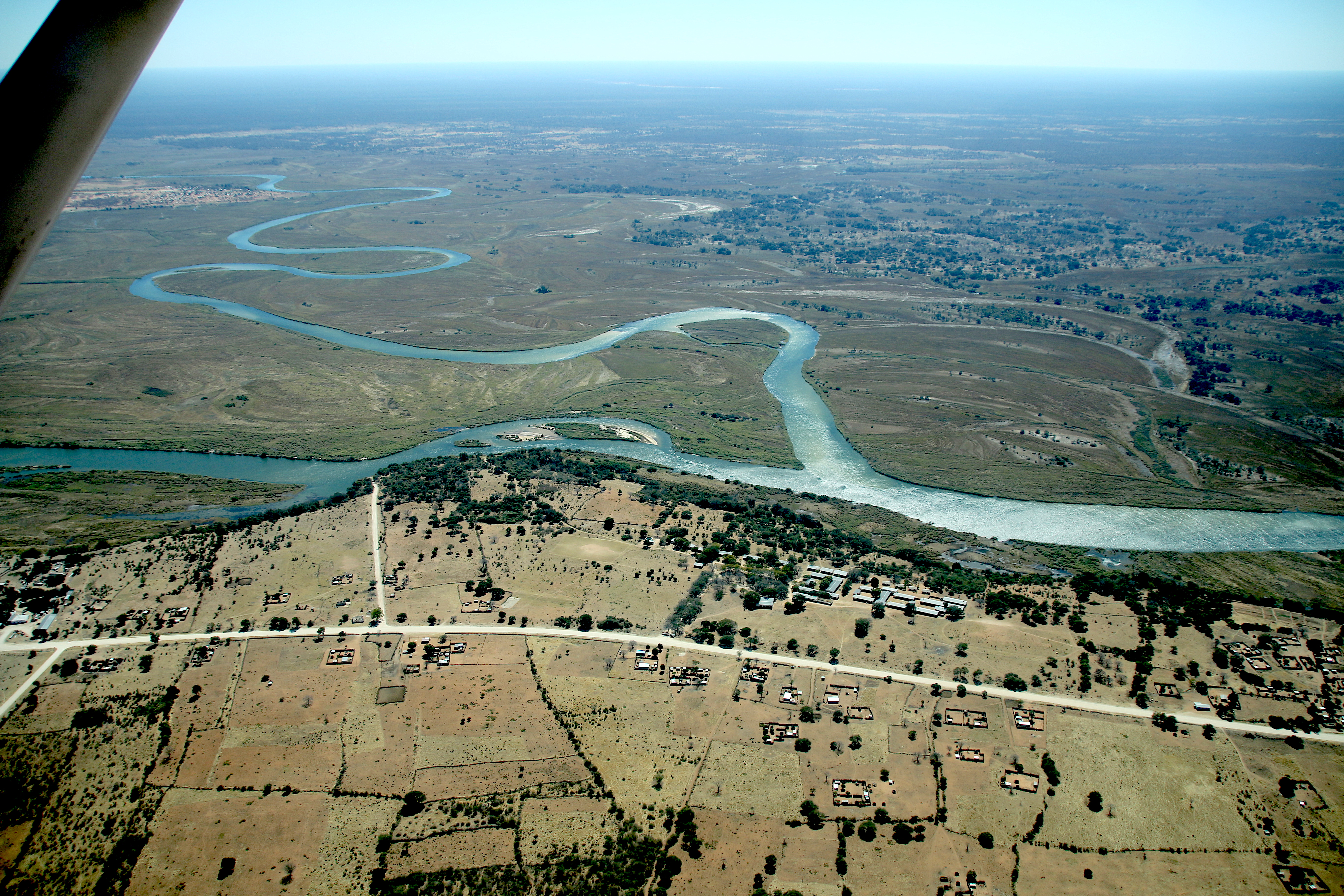
奥卡万戈河

納米比亞和博茨瓦納都經歷過乾旱，因此，人們對可能因使用河流水而發生衝突表示擔憂。納米比亞已經修建了一條長約300公里的水渠，並提出了一項建設250公里管道的項目，將河流中的水引流到納米比亞内地以幫助緩解乾旱。然而，博茨瓦納將奧卡萬戈三角洲用於旅遊收入和水源。博茨瓦納水務部表示河流中97%的水因蒸發而流失，因此該國無法承受任何額外的水資源流失。反過來納米比亞辯稱它只會轉移河流流量的一半，並且它有權獲得流經其國家的任何水。為解決這些問題，1994年9月，安哥拉、納米比亞和博茨瓦納簽署了成立奧卡萬戈河流域常設水委員會的協議，就共享奧卡萬戈河流域資源的最佳方式向三個國家提供建議。